# Rezé
Rezé (bretonisch „Reudied“) ist eine französische Stadt mit 43.349 Einwohnern (Stand 1. Januar 2022) im Département Loire-Atlantique in der Region Pays de la Loire.

## Geographie
Rezé liegt an der Loire, gegenüber von Nantes. Nachbargemeinden von Rezé sind Nantes im Norden, Vertou im Osten, Les Sorinières im Süden, Pont-Saint-Martin im Südwesten und Bouguenais im Westen.

## Bevölkerungsentwicklung
| Jahr      | 1962   | 1968   | 1975   | 1982   | 1990   | 1999   | 2009   | 2017   |
| Einwohner | 28.276 | 33.509 | 35.730 | 33.562 | 33.262 | 35.518 | 38.214 | 41.411 |

## Sehenswürdigkeiten
- Trentemoult, altes Fischer- und Seemannsdorf
- Pont-Rousseau, mittelalterliche Brücke aus dem Jahr 1135
- Cité Radieuse von Le Corbusier

## Städtepartnerschaften
Partnerstädte von Rezé sind
- Sankt Wendel (Deutschland), seit 1973
- Dundalk (Irland), seit 1990
- Ineu (Rumänien), seit 2003
- Aïn Defla (Algerien), seit 1983/85

## Persönlichkeiten
- Benjamin Péret (1899–1959), Dichter und Schriftsteller